# Ewald Schönberg

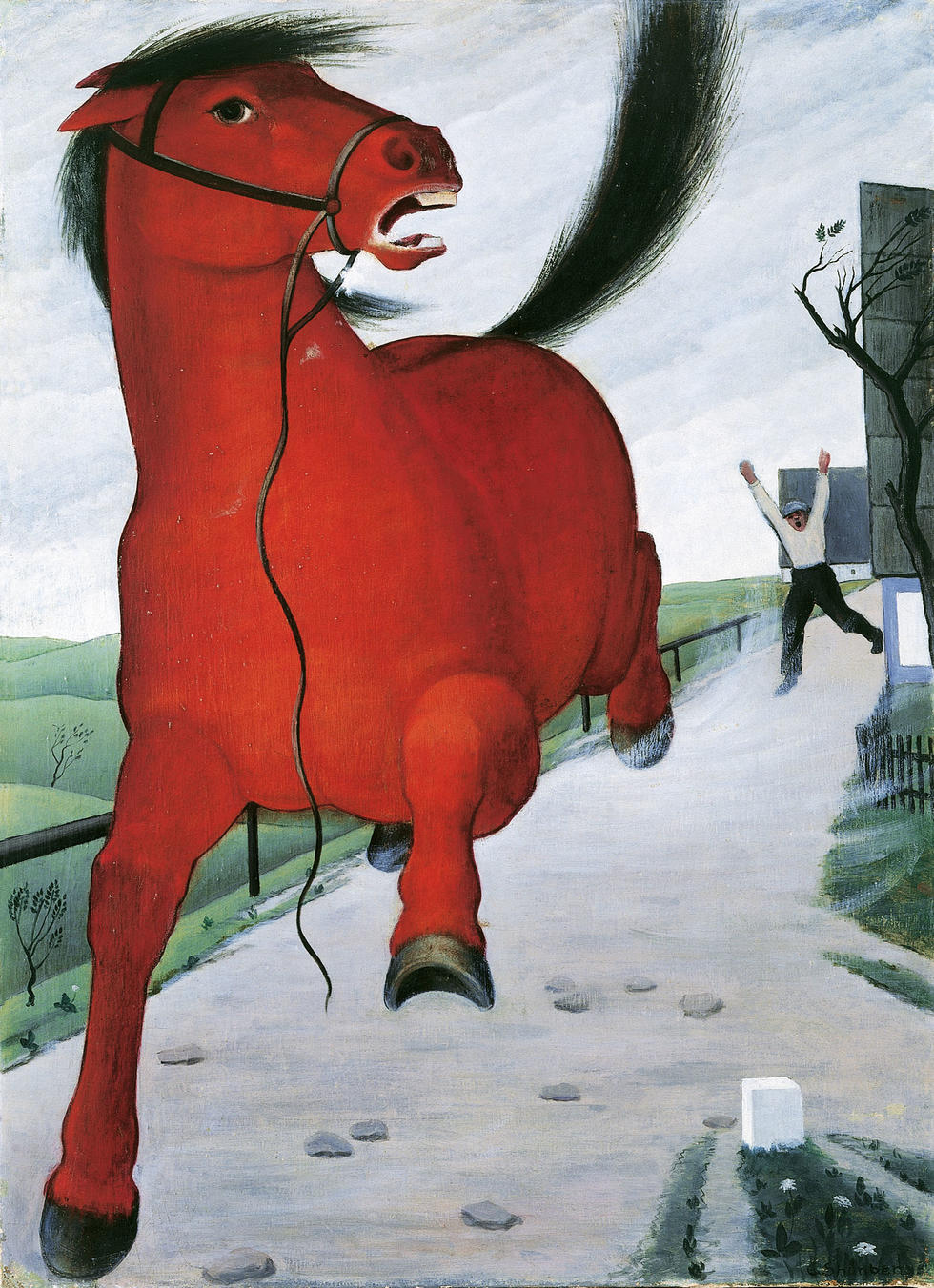
Gemälde „Rotes Pferd“, 1932 von Ewald Schönberg, Städtische Sammlungen Freital

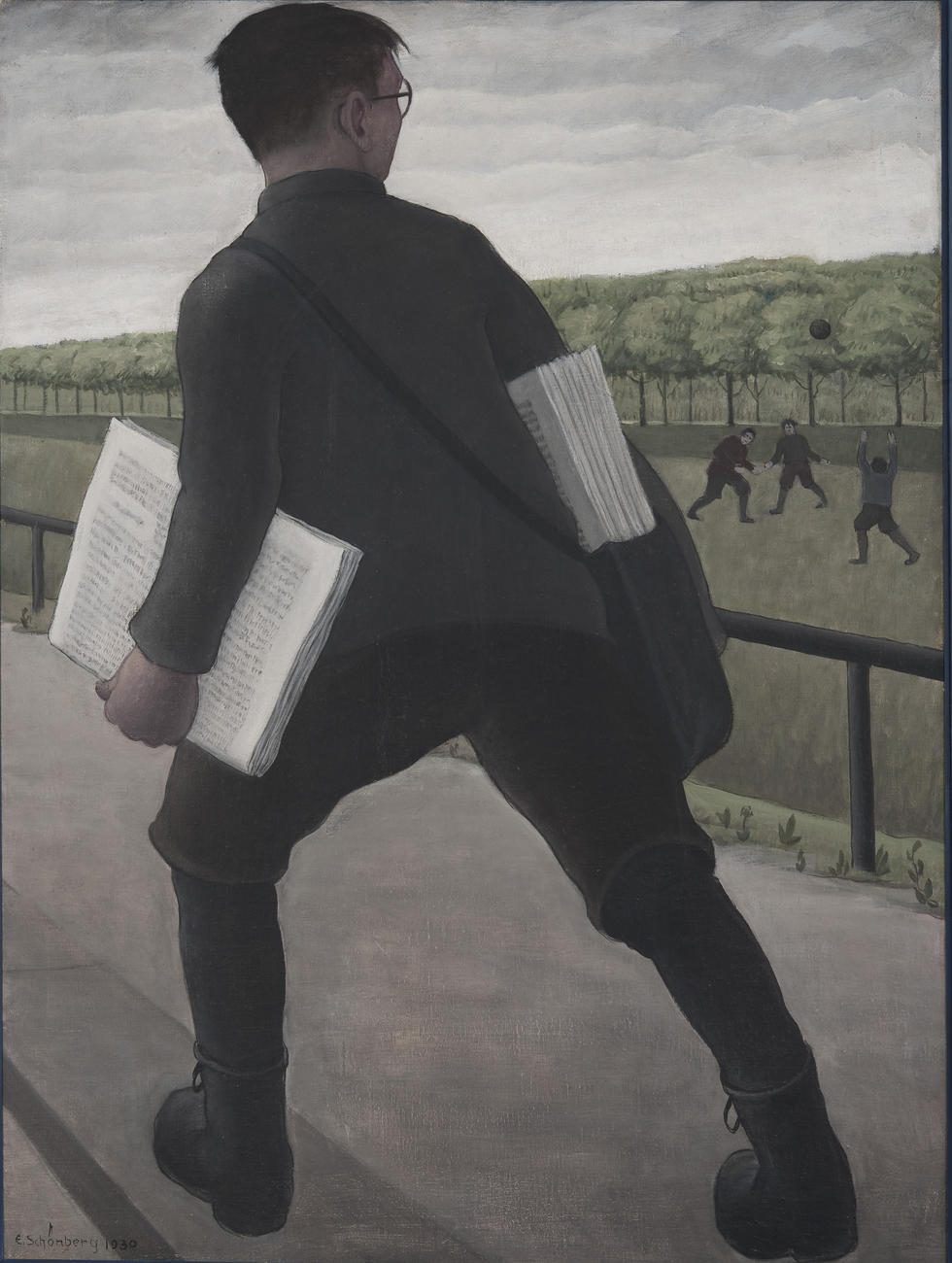
Gemälde „Zeitungsunge“, 1930 von Ewald Schönberg, Städtische Sammlungen Freital

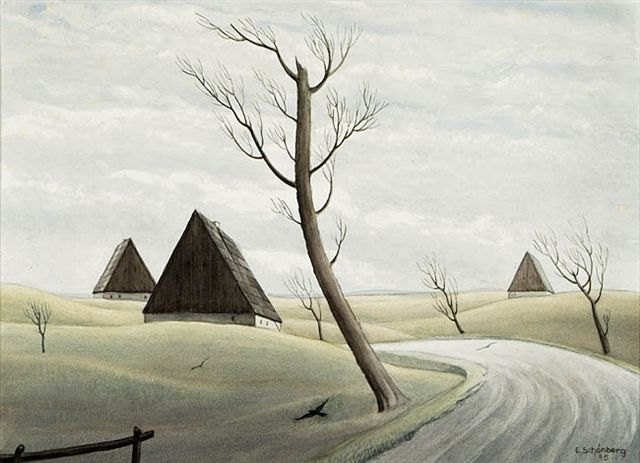
Gemälde „Vorfrühling im Zinnwald“, 1945 von Ewald Schönberg

Ewald Schönberg (* 7. August 1882 in Geising; † 22. Januar 1949 in Dresden) war ein deutscher Maler der Neuen Sachlichkeit.

## Leben
Ewald Schönberg wurde 1882 in Geising im Osterzgebirge als Sohn eines Arbeiters geboren. Er wurde früh Waise und wuchs bei seinen Großeltern auf. Schönberg absolvierte von 1897 bis 1900 eine Lehre als Tischler bei Bau- und Möbeltischler Karl Walther in Geising. 1900 ging Schönberg als Tischlergeselle zunächst nach Dippoldiswalde, danach nach Hainsberg und im selben Jahr nach Dresden. In Dresden begann Schönberg autodidaktisch zu malen. Ab 1905 war er in verschiedenen Zeichenbüros tätig und besuchte daneben Abendkurse an der Dresdner Kunstgewerbeschule. Er ließ sich zum Möbelzeichner und Innenarchitekten ausbilden. 1910 heiratete Ewald Schönberg.
1920 wurde Schönberg Dozent an der Dresdner Volkshochschule. Ab 1925 arbeitete er als freischaffender Künstler und gründete mit der „Malgruppe Schönberg“ eine Malschule für Laien. Von 1927 bis 1933 war Schönberg als Kunsterzieher an der Volkshochschule tätig. 
Schönberg trat im März 1930 aus der Künstlervereinigung Dresden aus und beteiligt sich an der Künstlergruppe Aktion. Er beteiligte sich 1932 für kurze Zeit an der Dresdner Sezession 1932. In der Zeit des Nationalsozialismus war Schönberg Mitglied der Reichskammer der bildenden Künste. Zum 1. Mai 1933 trat er der NSDAP bei (Mitgliedsnummer 2.433.677) und war auf einer bedeutenden Zahl von Ausstellungen vertreten. Die Nationalsozialisten hofierten ihn zunächst als "Blut- und Boden-Maler", wandten sich aber später von ihm ab.
1947 war er Gründungsmitglied der Künstlergruppe Das Ufer. Er betätigte sich in der Gewerkschaft 17 für Kunst und Schrifttum.
Die Ewald-Schönberg-Straße in Dresden wurde nach ihm benannt.

## Künstlerisches Schaffen
Das Werk von Ewald Schönberg ist der Neuen Sachlichkeit zuzuordnen mit Elementen des Magischen Realismus und der Naiven Malerei, geprägt von Motiven seiner osterzgebirgischen Heimat und den dort arbeitenden Menschen. Sein Interesse galt ebenfalls aus der heimatlichen Natur schöpfenden Künstlern wie Ferdinand Hodler, Albin Egger-Lienz, Eugène Laermanns, Jean-François Millet oder Henri Rousseau. Die DDR zeigte sich lange an der Neuen Sachlichkeit uninteressiert, so dass das Werk von Ewald Schönberg erst in der letzten Zeit unter neusachlichen Aspekten wiederentdeckt wird.
Werke Schönbergs befinden sich u. a. im Lindenau-Museum Altenburg/Thür., in der Galerie Neue Meister Dresden und in den Städtischen Sammlungen Freital auf Schloss Burgk.

## Ausstellungen (Auswahl)
- 1930: Berlin, „Junge Dresdner Kunst“, Galerie Wertheim, Februar/März, organisiert durch Josef Sandel
- 1932: Dresden, Dresdner Sezession, 1. Ausstellung (Text von Ewald Schönberg im Ausstellungskatalog)
- 1934: Dresden, „Sächsische Aquarell-Ausstellung Dresden 1934“, Juli – September, Brühlsche Terrasse
- 1934: Dresden, „Sächsische Kunstausstellung Dresden 1934“
- 1935: Dresden, „Dresdner Kunstausstellung 1935“
- 1936: Dresden, „Kunstausstellung Dresden 1936“
- 1937: Chemnitz, „Kunstausstellung. Sonderausstellung Erzgebirgische Landschaft“, 29. Mai – 20. Juni 1937, König-Albert-Museum
- 1937: Leipzig, Kunstausstellung, 26. Juni – 17. Juli 1937, Grassimuseum
- 1938: Dresden, „Frühjahrsausstellung“, 3. April – 30. April 1938
- 1940: Dresden, „Dresdner Künstlerbund. Erste Ausstellung Kriegsjahr 1940“, 9. Juni – 1. September 1940
- 1941: Dresden, „Große Dresdner Kunstausstellung 1941“, 5. Juli – 5. Oktober 1941
- 1943: Dresden, „Große Dresdner Kunstausstellung 1943“, 16. Oktober – 31. Dezember 1943
- 1946: Dresden, Kunstausstellung Sächsische Künstler
- 1947: Freiberg, „2. Ausstellung Erzgebirgischer Künstler 1947“, 7. Juni – August 1947
- 1948: Berlin, Sonderausstellung, Unter den Linden 26, Amt für Bildende Kunst Berlin
- 1948: Meißen, „Das Ufer – Gruppe 1947 Dresdner Künstler im FDGB“, Februar 1948, Stadtmuseum Meißen

### Postume Ausstellungen
- 1964: Berlin, „Anklage und Aufruf. Deutsche Kunst zwischen den Kriegen. Malerei, Graphik, Plastik“, Juni – August 1964, Nationalgalerie
- 1966: Potsdam, „Aufbruch und Sieg. Die deutsche Arbeiterklasse in der Darstellung der bildenden Kunst 1890/1965. Malerei, Graphik, Plastik“, 3. Juni – 10. Juli 1966, Marstall Potsdam
- 1966: Freital, „Neuerwerbungen der Städtischen Kunstsammlung Freital“, 31. Juli – 11. September 1966
- 1972: Schwerin, „Dresdner Malerei und Grafik 1918–1933 aus dem „Besitz Haus der Heimat“, Freital“, 7. Juli – 10. September 1972, Staatliches Museum Schwerin
- 1974: Berlin, „Realismus und Sachlichkeit. Aspekte deutscher Kunst. 1919–1933“, Nationalgalerie
- 1978: Berlin, „Revolution und Realismus. Revolutionäre Kunst in Deutschland 1917 bis 1933“, 8. November 1978 – 25. Februar 1979, Nationalgalerie
- 1980: Dresden, „Kunst im Aufbruch. Dresden 1918–1933“, 30. September 1980 – 25. Februar 1981, Albertinum
- 1984: Dresden, „Das Ufer“, 12. September – 14. Oktober 1984, Pretiosensaal des Dresdener Schlosses
- 1985: Dresden, „Malerei aus Dresden 1945–1985“, 12. April – 18. Mai 1985
- 1990: Berlin, „Die Kunst der frühen Jahre. 1945–1949. Malerei und Grafik“, 18. April – 20. Mai 1990, Galerie im Alten Museum
- 2011/12: Dresden, „Neue Sachlichkeit in Dresden. Malerei der Zwanziger Jahre von Dix bis Querner“, 1. Oktober 2011 – 8. Januar 2012, Kunsthalle im Lipsius-Bau
- 2012/2013: Erfurt, „Tischgespräch mit Luther – christliche Bilder in einer atheistischen Welt“, Angermuseum
- 2014: Dresden, Sonderausstellung „Von Anemone bis Zinnie – die Sprache der Blumen. Dresdner Malerei des 20. Jahrhunderts“, 1. Mai – 2. November 2014, Schlossmuseum Pillnitz.
- 2019: Freital, Sonderausstellung auf Schloss Burgk: Ewald Schönberg – Ein Maler der Neuen Sachlichkeit